# Stegania oranaria
Stegania oranaria är en fjärilsart som beskrevs av Eugen Wehrli 1930. Stegania oranaria ingår i släktet Stegania och familjen mätare. Inga underarter finns listade i Catalogue of Life.